# Règles de Moscou
Les règles de Moscou sont des règles générales qui auraient été élaborées pendant la Guerre froide pour être utilisées par des espions travaillant sur le sol soviétique. La ville de Moscou voit son nom associé à ces règles, car la capitale avait la réputation d'être un endroit particulièrement hostile pour les agents étrangers.   

## Concept
L'envoi de clandestins en URSS par les services de renseignement occidentaux durant la Guerre froide est rendue difficile par la surveillance qui est exercée dans le pays, et notamment dans la capitale, Moscou. 
L'existence des règles de Moscou n'a jamais été confirmée. Dans une autobiographie publiée en 2003, les espions américains Tony Mendez et son épouse affirment que ces règles, bien que non-écrites, étaient connues par les agents en mission. Selon lui, « il s'agissait de préceptes que nous avions tous pris en compte pour mener des opérations dans le plus difficile des environnements opérationnels qui soit : la capitale soviétique. Au moment où elles sont arrivées à Moscou, tout le monde connaissait ces règles. Elles étaient simples et pleines de bon sens. »

## Les règles
Les règles de Moscou, telles que rendues fameuses par le livre de Mendez et sa femme, seraient au nombre de dix :
1. Ne supposez jamais.
2. N'allez jamais contre votre intuition.
3. Tout le monde est potentiellement sous influence ennemie.
4. Ne regardez pas en arrière ; vous n'êtes jamais complètement seul.
5. Suivez le courant, fondez-vous dedans.
6. Variez vos couvertures et restez dans votre rôle prévu.
7. Noyez vos ennemis dans un faux sentiment de sécurité.
8. Ne cherchez pas l'affrontement.
9. Choisissez l'heure et le lieu de l'action.
10. Gardez des options ouvertes.

## Échos dans la fiction
D'autres règles circulent et sont utilisées dans la fiction :
- Murphy a toujours raison (c.-à-d. « Si ça peut mal tourner, ça va mal tourner, et au pire moment possible »)
- Toute opération peut être annulée. Si ça ne semble pas bien aller, ça ne va pas.
- Maintenez votre rythme naturel.
- Comptez sur la chance, mais utilisez-la avec parcimonie.
- Volez comme un papillon, piquez comme une abeille (pseudo-proverbe emprunté à Muhammad Ali)
- Il n'y a pas de limite à la capacité d'un être humain à chercher la vérité.
- La technologie vous laissera toujours tomber.
- Une fois, c'est un hasard. Deux fois, c'est une coïncidence. La troisième fois, c'est une action ennemie (extrait du roman Goldfinger de Ian Fleming, chapitre 14)
- N'attirez pas l'attention, en particulier en vous faisant discret.

En littérature, les règles de Moscou apparaissent notamment dans La Taupe (1974) et Les gens de Smiley (1979) de John Le Carré, en même temps que d'autres trucs (utilisation de signaux discrets comme des punaises ou des craies), l’utilisation de boite aux lettres morte, et les moyens de convoquer une réunion en face-à-face avec l'ennemi. Les règles de Moscou sont invoquées au début de Les gens de Smiley, quand un général demande une réunion avec Smiley (mais il est suivi et tué par des assassins du KGB avant que cela ne puisse se produire). Une règle supplémentaire est ajoutée et stipule qu'aucun document ne doit être transporté qui ne puisse pas être immédiatement détruit (en l'occurrence, un négatif photographique de 35 mm dissimulé dans un paquet vide de cigarettes). Le romancier Daniel Silva a également utilisé les Règles pour son roman Moscow Rules (2008) qui se passe à Moscou.  
Plusieurs séries télévisées font référence aux règles de Moscou :
- MI-5 ;
- Slough House de Mick Herron (qui y oppose des règles de Londres) ;
- The Middleman (épisode 8, « L'enquête ectoplasmique panhellénique »).